# HD 225216
HD 225216，又名BD+66 1679，SAO 10956、HR 9104，是一颗恒星，视星等为5.67，位于銀經118.41，銀緯4.71，其B1900.0坐标为赤經23h 59m 30.1s，赤緯+66° 4.71′ 32″。